# Franz Landé
Franz Landé (* 10. April 1893 in Elberfeld (heute ein Stadtteil von Wuppertal); † 30. September 1942 im Konzentrationslager Auschwitz) war ein deutscher Musiker und Dirigent. Er befasste sich unter anderem mit einer Reform des musiktheoretischen Schulunterrichts.

## Familie

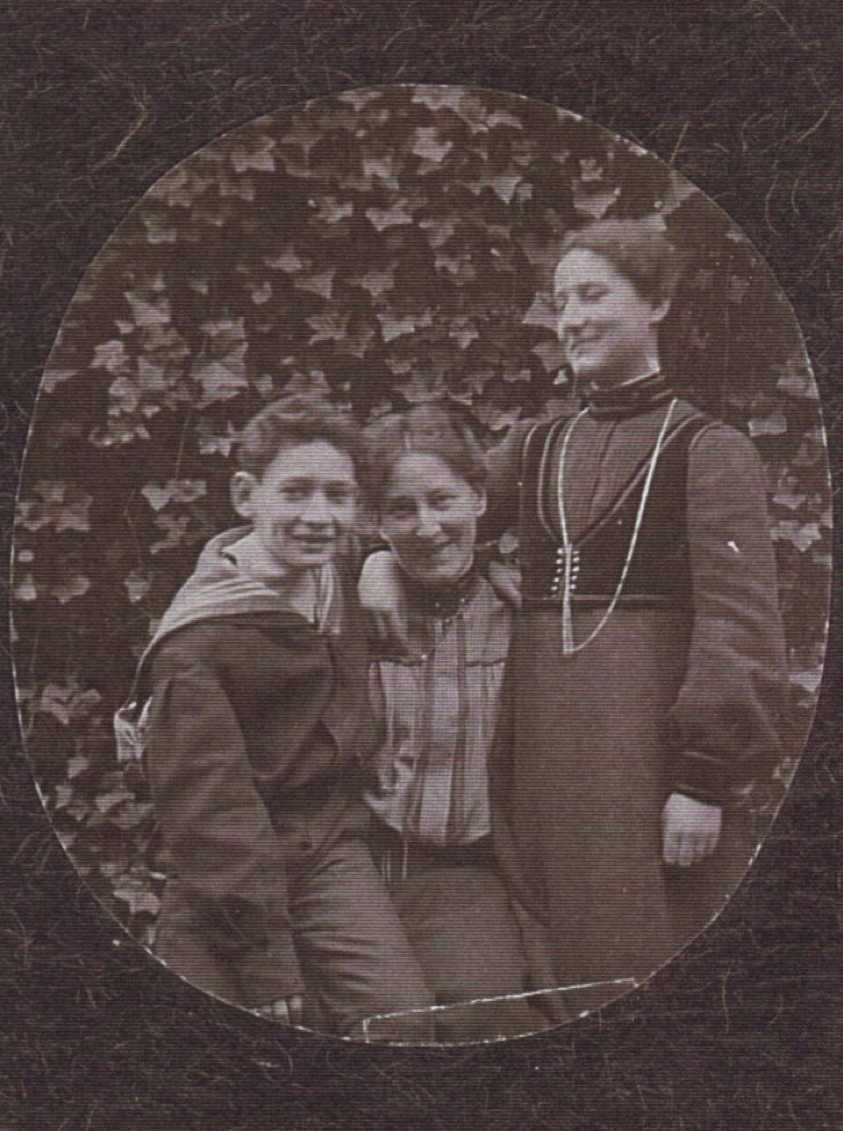
Von links: Franz Landé, die Mutter Thekla und die ältere Schwester Charlotte im Garten des Familienanwesens in Elberfeld, um 1905

Franz Landé wurde im deutschen Kaiserreich als drittes von vier Kindern in eine liberale, aufgeschlossene, bürgerliche und vom damaligen Verständnis des Sozialismus geprägte Familie jüdischer Herkunft hineingeboren, die jedoch keine religiösen Bindungen pflegte. Der Vater nahm sich neben seiner Arbeit die Zeit, den Kindern bei den Hausaufgaben zu helfen und mit ihnen Bücher zu lesen. Jedes Familienmitglied beherrschte ein Musikinstrument, mit dem gemeinsame Hausmusik-Abende veranstaltet wurden.
Sein Vater Hugo Landé (1859–1936) war ein angesehener Rechtsanwalt, Justizrat und politisch aktiver Sozialdemokrat. Im Jahre 1909 zog er als einer von vier Sozialdemokraten erstmals in das Elberfelder Stadtparlament ein. 1919 war er Fraktionsführer der SPD im Stadtrat und Regierungspräsident in Düsseldorf. Seine Mutter Thekla Landé (1864–1932) war ebenso Mitglied der Sozialdemokratischen Partei und wurde wie ihr Ehemann im Jahre 1919 Stadtverordnete. Als erste weibliche Abgeordnete im Rheinland fokussierte sie sich auf das Wohlfahrtswesen sowie die Bildung von Mädchen und Frauen.
Sein älterer Bruder Alfred (1888–1976) studierte Theoretische Physik.
Seine jüngere Schwester Charlotte (1890–1977) nahm nach ihrem Abitur als Externe am Realgymnasium Remscheid im Sommersemester 1909 ihr Studium der Humanmedizin auf.
Die jüngste Schwester Eva (1901–1977) machte ihr Abitur ebenfalls als Externe an der Odenwaldschule und wurde Lehrerin, zunächst an der reformpädagogischen Neuen Schule Hellerau in Dresden-Hellerau, später an einer Volksschule in Chemnitz. Seit 1933 lebte sie mit ihrer Familie im Exil.

## Leben
Franz Landé studierte zunächst Jura und Nationalökonomie. In Berlin besuchte er zusätzlich musiktheoretische Kurse bei Wilhelm Klatte und entschied sich schließlich beruflich für die Musik.
Er widmete sich der Musiktheorie und beschäftigte sich in diesem Kontext zur Zeit der Weimarer Republik mit neuen Ansätzen für eine Reform des musiktheoretischen Schulunterrichts.
Nach der Machtübernahme der Nationalsozialisten emigrierte Landé bereits im Mai 1933, zunächst zu seinem Vater nach Genf, später dann über Südfrankreich nach Paris. Nach seinem Aufenthalt in verschiedenen französischen Internierungslagern wurde er 1942 an das Deutsche Reich ausgeliefert, von dort mit einem Güterzug nach Polen in das Konzentrationslager Auschwitz deportiert und ermordet. Er starb am 30. September 1942.

## Publikationen
- Franz Landé: „Vom Volkslied bis zur Atonalmusik: Grundriß einer Theorie der lebendigen Musik“. Carl Merseburger. Leipzig 1926 / Hofmeister 1952
- Franz Landé: „Arbeits-Auferstehung“. Verlag des Deutschen Arbeiter-Sängerbundes Alexander Kaiser. Berlin 1928
- Franz Landé: „Reform des musiktheoretischen Unterrichts“ 1929